# Prêmio Multishow de Música Brasileira 2015
O Prêmio Multishow de Música Brasileira 2015 foi realizado no dia 1 de setembro de 2015 com transmissão ao vivo do Arena Multiuso no Rio de Janeiro pelo canal Multishow. A cerimônia teve a apresentação de Ivete Sangalo e Paulo Gustavo pelo quarto ano consecutivo.

## Vencedores e indicados

### Público[3]
| Categoria        | Vencedor                             | Indicados |
| ---------------- | ------------------------------------ | --- |
| Melhor Cantor    | Lucas Lucco                          | Gusttavo Lima Péricles Sam Alves Thiaguinho |
| Melhor Cantora   | Ivete Sangalo                        | Ana Carolina Anitta Paula Fernandes Pitty |
| Melhor Grupo     | Turma do Pagode                      | Banda Calypso Malta Skank Sorriso Maroto |
| Melhor Música    | Anitta - "Ritmo Perfeito"            | Ana Carolina - "Coração Selvagem" Jota Quest - "Dentro de um Abraço" Luan Santana - "Escreve Aí" Skank - "Esquecimento"                                  |
| Melhor Show      | Anitta                               | Henrique e Juliano Luan Santana Paula Fernandes Sorriso Maroto                                                                                           |
| Experimente      | Jamz                                 | Henrique e Diego Mosquito Onze:20 Suricato |
| Música Chiclete  | Luan Santana - "Eu Não Merecia Isso" | Anitta part. Projota - "Cobertor" Henrique e Diego Part. MC Guimê - "Suíte 14" Ludmilla - "Hoje" Valesca Popozuda - "Eu Sou a Diva que Você Quer Copiar" |
| Melhor Clipe TVZ | "Escreve Aí"- Luan Santana           | "Ritmo Perfeito" - Anitta "Vai Vendo" - Lucas Lucco "Te Ensinei Certin" - Ludmilla "Sem Você a Vida é Tão Sem Graça" - Thiaguinho                        |

### Júri Especializado[5]
| Categoria            | Vencedor                           | Indicados |
| -------------------- | ---------------------------------- | --- |
| Novo Hit             | "Você Não Vai Passar" - Ava Rocha  | "Deixa Ele Sofrer" - Anitta "Melô do Jonas" - Figueroas "Tombei" - Karol Conká part. Tropkillaz                                         |
| Versão do ano        | "Me Perco Nesse Tempo" - Metá Metá | "A Noite" - Tiê "Tudo o Que Você Podia Ser" - Rashid "Rainha dos Darks" - Bonde do Rolé part. Luisinho "Mil e Uma Noites de Amor" - CéU |
| Melhor Clipe         | "Boa Esperança" - Emicida          | "Tombei" - Karol Conká part. Tropkillaz "Um Sonho" - Nação Zumbi "Redes Sociais" - Nego do Borel                                        |
| Música Compartilhada | "De Baile Solto" - Siba            | "Convoque Seu Buda" - Criolo "Fortaleza" - Cidadão Instigado                                                                            |

### Superjúri[6]
| Categoria         | Vencedor                                | Indicados                                                                                     |
| ----------------- | --------------------------------------- | --------------------------------------------------------------------------------------------- |
| Melhor Disco      | "Fortaleza" - Cidadão Instigado         | "Dancê" - Tulipa Ruiz "Ava Patrya Yndia Yracema" - Ava Rocha                                  |
| Artista Revelação | Ava Rocha                               | Dônica Lila                                                                                   |
| Nova canção       | "Tombei" - Karol Conká part. Tropkillaz | "Cartão de Visita" - Criolo part. Tulipa Ruiz "Mantra" - Maglore "Proporcional" - Tulipa Ruiz |

### Prêmio Especial[7]
- Gal Costa - 50 anos de Carreira